# Environnement au Vanuatu
L'environnement au Vanuatu est l'environnement (ensemble des éléments - biotiques ou abiotiques - qui entourent un individu ou une espèce et dont certains contribuent directement à subvenir à ses besoins) du pays Vanuatu, pays d'Asie.

## La biodiversité du Vanuatu

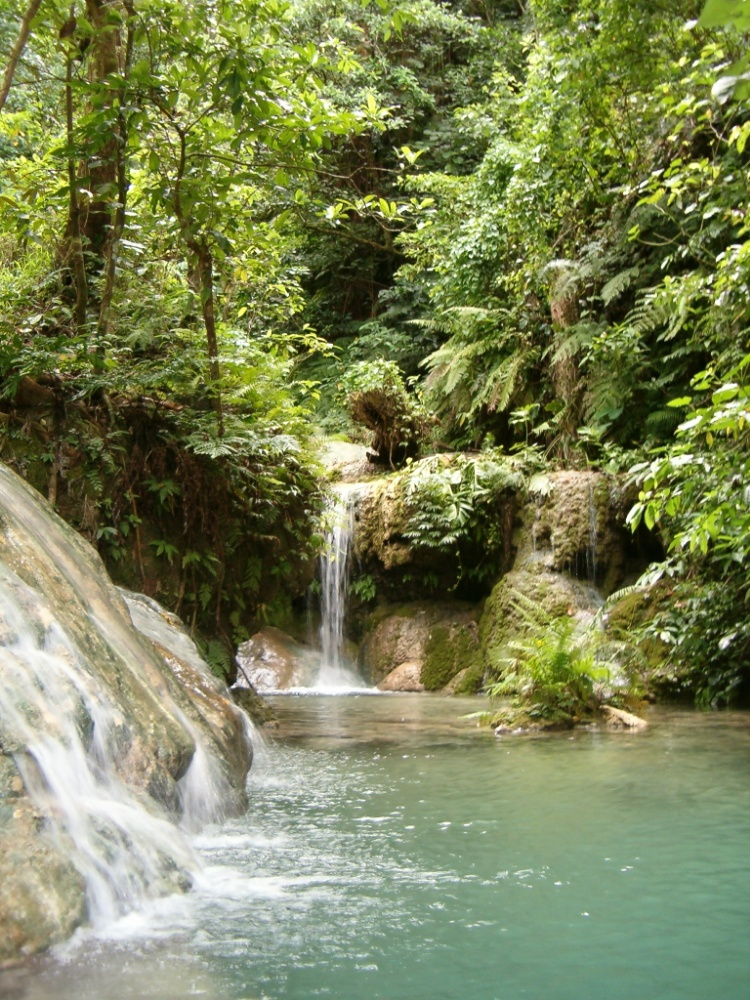
Chute d'eau et son bassin naturel.

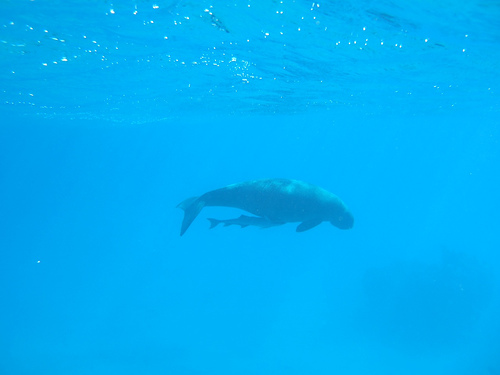
Un dugong observé à Epi. Ce sirénien est en danger d'extinction à l'échelle mondiale.

### Milieux
L’archipel connaît un climat plutôt tropical et humide caractérisé par deux grandes saisons qui se détachent l’une de l’autre : une saison chaude de neuf mois et une saison froide de trois mois avec des alizés du sud-est.
Ces îles volcaniques, situées dans la zone intertropicale, sont propices au développement de récifs coralliens.
Le sol est occupé à x % par la forêt.

## L'exposition aux risques
Le Vanuatu est particulièrement exposé aux risques naturels, étant situé sur un arc volcanique majeur (qui provoque éruptions, séismes et potentiellement tsunamis), et dans une zone cyclonique importante. Pour toutes ces raisons, il est considéré par le World Risk Index (dépendant de l'Université des Nations unies pour l’environnement et la sécurité humaine) comme le pays le plus exposé aux risques naturels au monde. Une partie de ces risques sont cependant prévisibles (éruptions, cyclones tropicaux) et la population y est habituée et préparée ; de même, le bâti est bas, ce qui limite la dangerosité sismique.

### Cyclones et tsunamis
L'archipel est exposé aux cyclones tropicaux durant les mois les plus humides et les plus chauds, de décembre à avril.

### Volcanisme et séismes

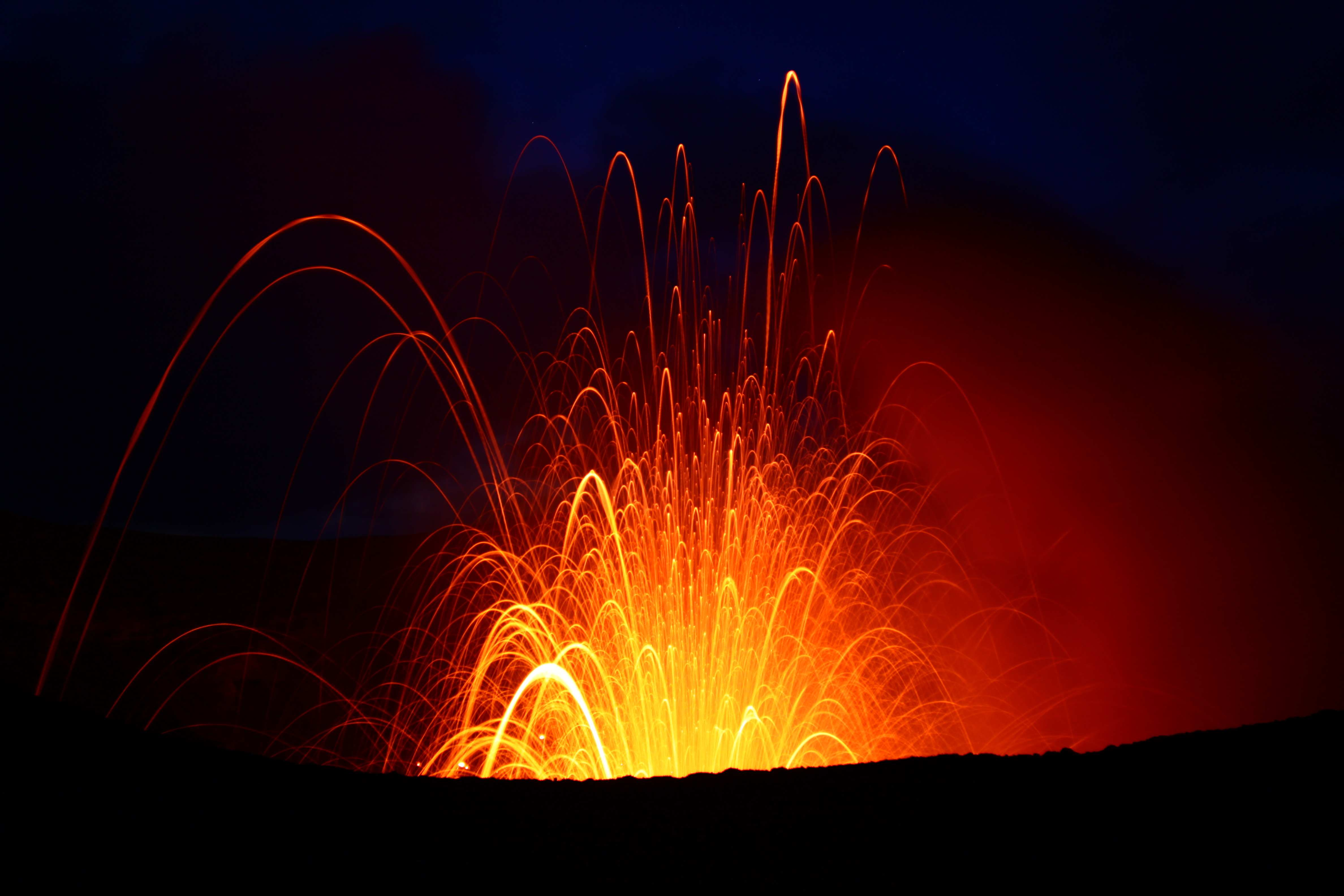
Le volcan Yasur, sur l'île de Tanna, est très actif.

Le pays est situé au sud-est de la ceinture de feu. Certaines îles volcaniques sont encore en activité, comme les îles de Tanna avec le volcan Yasur, d'Ambrym avec les volcans Marum et Benbow, de Gaua avec le mont Garet, ou encore Lombenben ou Aoba (Ambae) et Lopevi avec les volcans homonymes. D'autres volcans sont endormis, comme le Karua, volcan sous-marin situé dans la caldeira de Kuwae entre les îles d'Epi et de Tongoa. Cette caldeira, maintenant sous-marine, s'est formée lors d'une éruption cataclysmique en l'an 1452 qui a profondément modifié la morphologie des îles.
De 1975 à 2005, 11 000 séismes de force 5 à 8 ont été répertoriés. En novembre 1999, un grave tremblement de terre suivi d'un tsunami ravagea l'île de Pentecôte et laissa des milliers de personnes sans foyer. En janvier 2002, un autre puissant tremblement de terre, également suivi d'un tsunami, endommagea la capitale, Port-Vila, et ses environs.